# Instytut Studiów Klasycznych, Śródziemnomorskich i Orientalnych Uniwersytetu Wrocławskiego
Instytut Studiów Klasycznych, Śródziemnomorskich i Orientalnych Uniwersytetu Wrocławskiego (do 30 września 2009 Instytut Filologii Klasycznej i Kultury Antycznej Uniwersytetu Wrocławskiego) – jednostka dydaktyczno-naukowa należąca do struktur Wydziału Neofilologii Uniwersytetu Wrocławskiego.

## Adres
ul. Komuny Paryskiej 21
50-451 Wrocław

## Tryby kształcenia i specjalizacje
Instytut kształci studentów na kierunku filologia w specjalnościach:
- filologia klasyczna (od 1946 r.)
  - 3-letnie stacjonarne studia licencjackie (I stopnia)
  - 2-letnie stacjonarne studia magisterskie (II stopnia)

- filologia klasyczna i kultura śródziemnomorska (od 2003 r.)
  - 3-letnie stacjonarne studia licencjackie (I stopnia)

specjalizacje
* arabska
* biblijna
* italska
* nowołacińska
* starożytny Bliski Wschód
* biblijna
* nowogrecka
* grecka
- - 2-letnie stacjonarne studia magisterskie (II stopnia)

specjalizacje
* nowogrecka
* klasyczna
* włoska
- filologia indyjska i kultura Indii (od 2009 r.)
  - 3-letnie stacjonarne studia licencjackie (I stopnia)
  - 2-letnie stacjonarne studia magisterskie (II stopnia)

specjalizacje
* hindi
* sanskrycka
- filologia dalekowschodnia (od 2015 r.)
  - 3-letnie stacjonarne studia licencjackie (I stopnia)

specjalizacje
* chińska
* koreańska
- 2-letnie studia anglojęzyczne II stopnia Classics (studia klasyczne)

## Struktura organizacyjna
Instytut dzieli się na 5 zakładów:
- Zakład Filologii Greckiej

Kierownik: prof. dr hab. Gościwit Malinowski
- Zakład Filologii Łacińskiej

Kierownik: prof. dr hab. Jakub Pigoń
- Zakład Filologii Nowołacińskiej

Kierownik: dr hab. Maria Chantry
- Zakład Filologii Indyjskiej

Kierownik: dr hab. Przemysław Szczurek
- Zakład Neohellenistyki i Studiów Bliskowschodnich

Kierownik: prof. dr hab. Ilias Wrazas
W skład Instytutu wchodzą również
- Szkoła Języków Antycznych i Orientalnych
- instytutowa biblioteka.

## Władze
Dyrektor: prof dr hab. Gościwit Malinowski.